# Криптозоологія

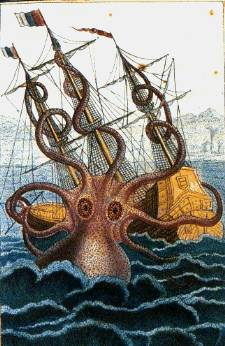
Гігантський восьминіг, ілюстрація П'єра Дені де-Монфорта, 1810 рік

Криптозооло́гія (від дав.-гр. κρυπτός — «тайне» й зоологія) — псевдонаукова галузь і субкультура, присвячена цілеспрямованому пошуку тварин відомих з фольклору, але існування яких не доведене, або вважається за неможливе в цій місцевості й у цей час (наприклад, Лох-Несське чудовисько, снігова людина, чупакабра і т. д.). У криптозоології види, існування яких не доведене, тобто перебувають у «прихованому» стані, отримали назву криптиди.
Криптозоологія виходить з того, що на Землі може існувати певна кількість видів тварин, чисельність яких достатня для самопідтримки популяцій, але мала для виявлення їх зоологами за допомогою існуючих методів. Основою для криптозоологічних досліджень служить фольклор, а також розповіді тих, хто бачив криптидів.
Офіційна наука зоологія вважає криптозоологію лженаукою. Це пов'язано з тим, що криптозоологія не ґрунтується на наукових методах і не надала жодного реального результату.
Відомим сучасним криптозоологом є Карл Шукер.

## Історія
У XIX столітті, коли залишалося багато малодосліджених територій, офіційна біологічна наука певний час вважала за вигадки й відкрите ошуканство деякі добре відомі зараз види земних тварин: горила (Gorilla), качкодзьоб (Ornithorhynchus anatinus), окапі (Okapia johnstoni), карликовий бегемот (Hexaprotodon liberiensis), такахе (Porphyrio hochstetteri), велика панда (Ailuropoda melanoleuca). Також зго́дом були знайдені деякі морські великі тварини, зокрема латимерія (Latimeria). У вересні 1957 року японські зоологи досліджували спійманого китобоями морського звіра — ременезубого кита, невідомого науці виду. На початку XX століття японці виловили особливо великий екземпляр кальмара архітевтиса, виду який був відомий ще з XIX століття. Проте всі ці відкриття зроблені офіційною зоологічною наукою і до криптозоології жодного відношення не мають, адже в той час такого окремого напрямку просто не було. Існування деяких з перерахованих тварин або навіть не припускалося у вигляді наближеному до реальності, або це були логічні припущення, що обґрунтовувалися малою на той час вивченістю багатьох територій. Криптозоологія як напрямок сформувалася у середині XX століття, що пов'язують переважно з книгами, написаними Ейвельмансом. Однак жодного виду, існування якого мала на меті виявити криптозоологія, поки що не було знайдено.